# Strophanthus welwitschii
Strophanthus welwitschii är en oleanderväxtart som först beskrevs av Henri Ernest Baillon, och fick sitt nu gällande namn av Karl Moritz Schumann. Strophanthus welwitschii ingår i släktet Strophanthus och familjen oleanderväxter. Inga underarter finns listade i Catalogue of Life.